# Beginova silnice
Beginova silnice (hebrejsky: דרך בגין, Derech Begin), dříve známá jako silnice Petach Tikva (דרך פתח-תקווה, Derech Petach Tikva), je hlavní silnice v izraelském městě Tel Aviv, pojmenovaná na počest bývalého izraelského premiéra Menachema Begina. Patří mezi důležité tepny města, a to především pro veřejnou dopravu.
Je součástí silnice spojující historickou Jaffu se městy Bnej Brak a Petach Tikva. Začíná v jižní části Tel Avivu v oblasti Allenbyho silnice, kde je pokračováním Jaffské silnice. Následně vede severně, paralelně s Ajalonskou dálnicí a Ajalonskou železniční tratí, kterou nadjezdem přetíná v blízkosti železniční stanice Tel Aviv Savidor merkaz, načež pokračuje jako silnice Ze'eva Žabotinského na Bnej Brak a Petach Tikvu.
Podél silnice se mimo jiné nachází Azrieli Center se svými třemi mrakodrapy a obchodním centrem, mrakodrap Bejt Rubinstein, vládní čtvrť ha-Kirja se sídlem generálního štábu izraelské armády či budova Israel Electric Corporation.

## Galerie

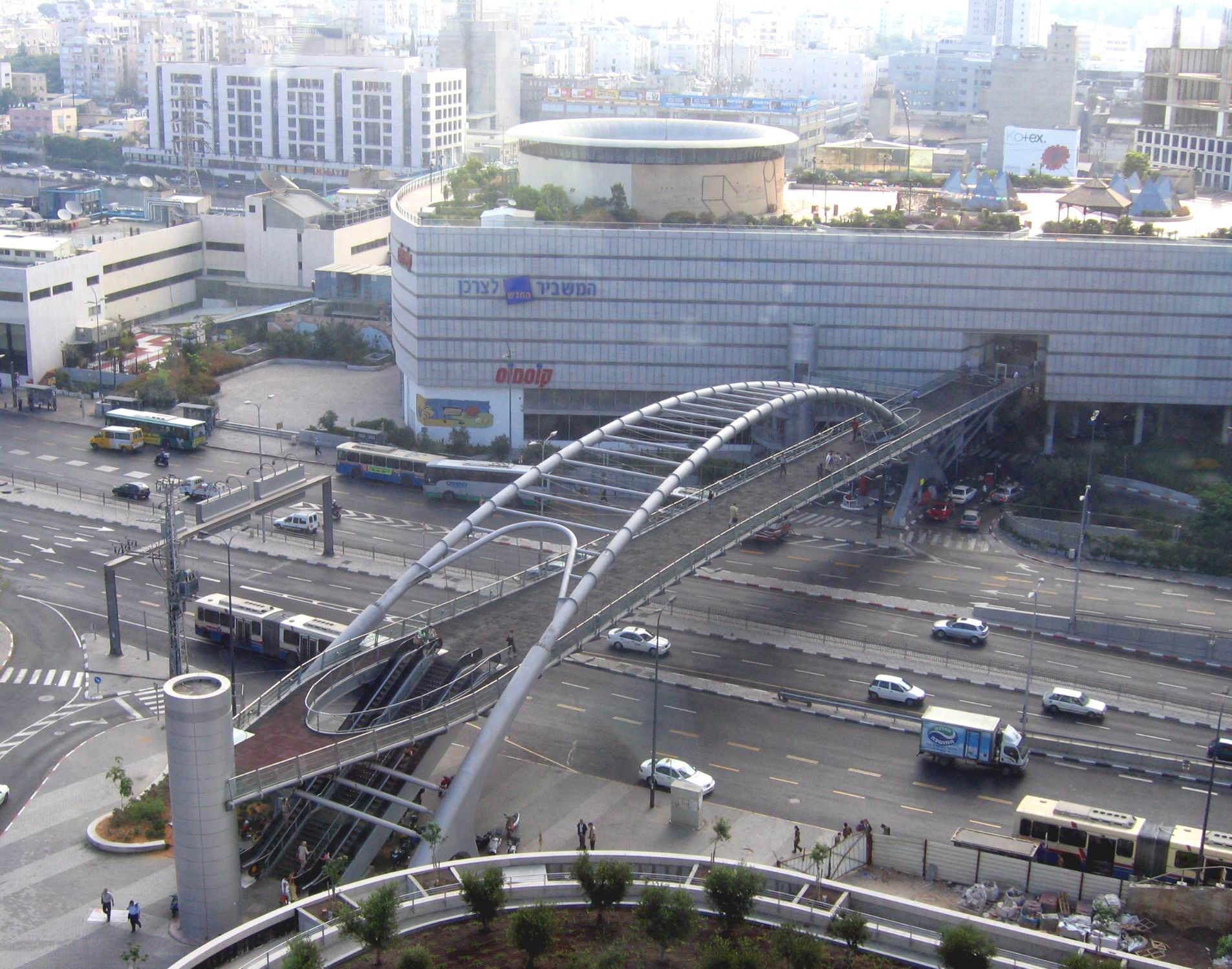
Azrieli most mezi obchodním centrem Azrieli a vládní čtvrtí ha-Kirja
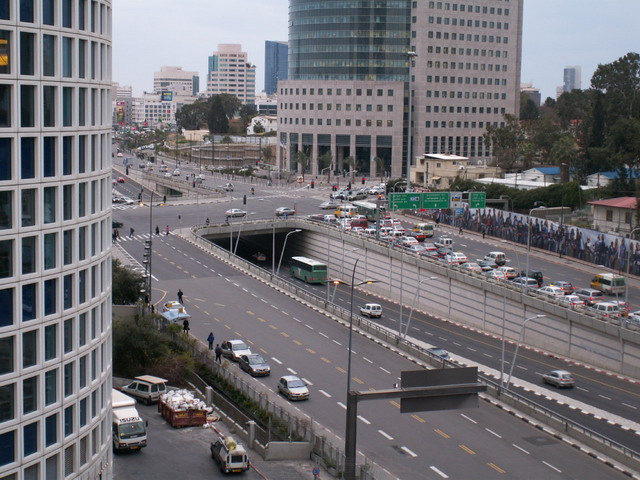
Křižovatka za Azrieli Center
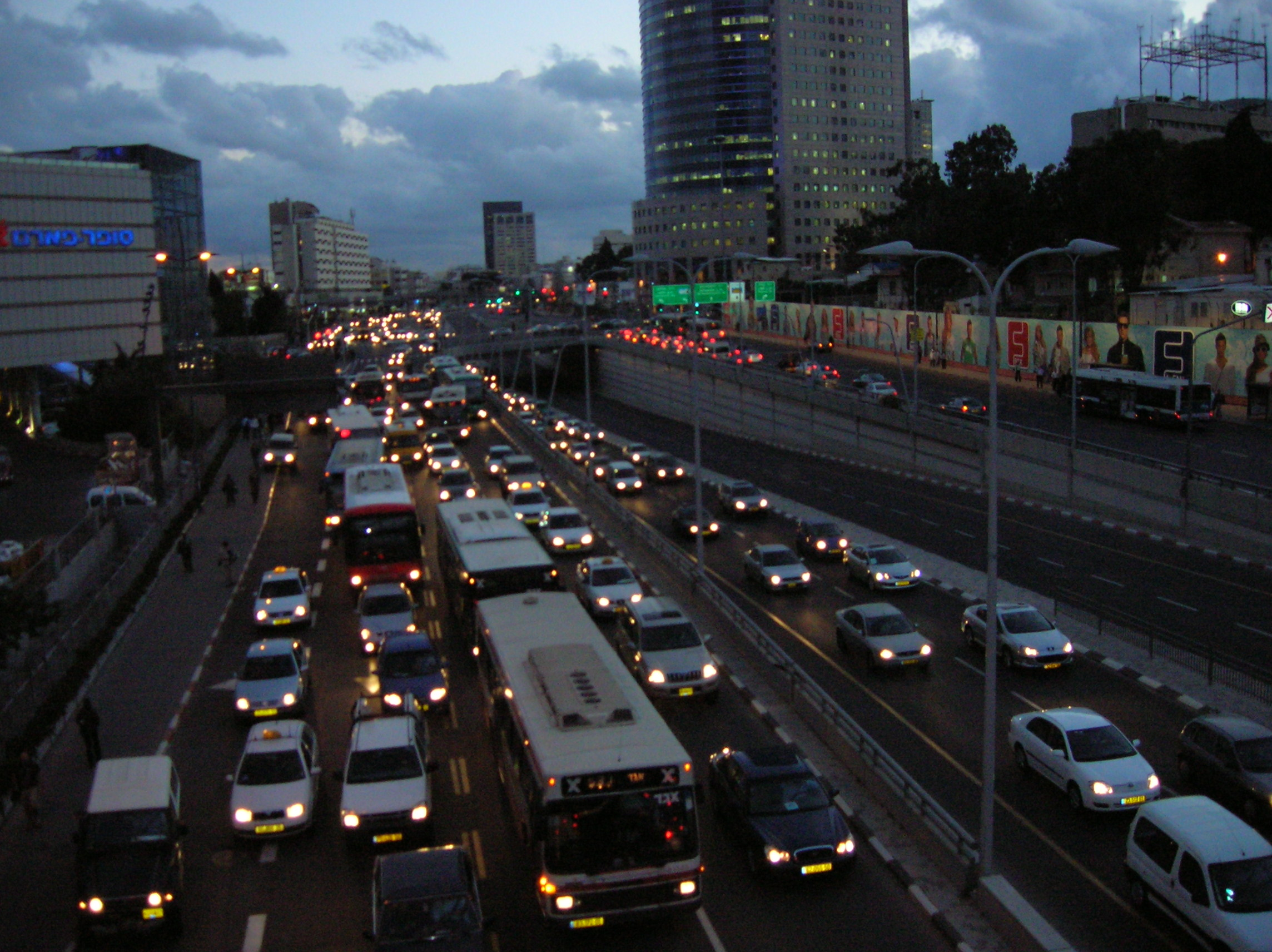
Dopravní zácpa na Beginově silnici